# Balti-tenger
A Balti-tenger vagy Keleti-tenger Észak-Európában található tenger, északról a Skandináv-félsziget, keletről és délről az európai kontinens, nyugatról a dán szigetek határolják.
A Balti-tenger három dán tengerszoroson kapcsolódik az Északi-tengeren keresztül az Atlanti-óceánhoz (a Kattegat öblön át): Øresund, Nagy-Bælt (Storebælt) és Kis-Bælt (Lillebælt).
A Fehér-tengerrel Oroszországban a Balti–Fehér-tenger-csatorna, közvetlenül az Északi-tengerrel pedig Németországban a Kieli-csatorna köti össze.
A Balti-tenger területe kb. 370 000 km², térfogata 21 000 km³ körül van. Az átlagos mélysége csupán 55 méter, legnagyobb mélysége 459 méter (Stockholmtól délre). Vízgyűjtő területe a határoló országokon túl Fehéroroszország, Csehország, Szlovákia, Norvégia és Ukrajna területére is benyúlik. Mintegy 80 millió ember él a Balti-tenger vízgyűjtő területén. A tenger nevéből származik a balti országok elnevezés a közvetlenül a Balti-tenger keleti partvidékén fekvő három ország megjelölésére, valamint a Baltikum, amely ezeken kívül gyakran a Balti-tenger körül fekvő többi országot is magában foglalja.

## Keletkezése
A Balti-tenger egy viszonylag új tenger, a legutóbbi jégkorszak hozta létre. Jelenlegi formáját i. e. 4000 körül érte el. Ahogy a jég húzódott vissza és a föld felemelkedett a jég nyomása alól, a tenger folyamatosan változott. Hol tó volt csupán, hol az Északi-tengeren keresztül az Atlanti-óceánhoz kapcsolódott, hol pedig északkelet felé a Jeges-tengerhez.
A fejlődési szakaszok során a tenger hőmérséklete és sótartalma változott. Ennek megfelelően az élővilága is cserélődött. A tenger fejlődési szakaszait az adott korszak jellemző fajáról nevezték el:
- Balti Jeges-tó – i. e. 13 000
- Yoldian-tenger – i. e. 10 300
- Ancylus-tó – i. e. 9500
- Mastogloia-tenger – i. e. 8500
- Littorina-tenger – i. e. 7500
- Post-Littorina-tenger – i. e. 4000 – napjainkig

A pleisztocén földtörténeti korban az Eridanos ősfolyó völgye terült el Lappföldtől a Botteni-öböl helyén egészen a mai Északi-tengerig. Az első jégkorszak mintegy 700 000 évvel ezelőtt eltüntette a folyót és kiszélesítette a medret a mai Balti-tenger számára.

## Megnevezése

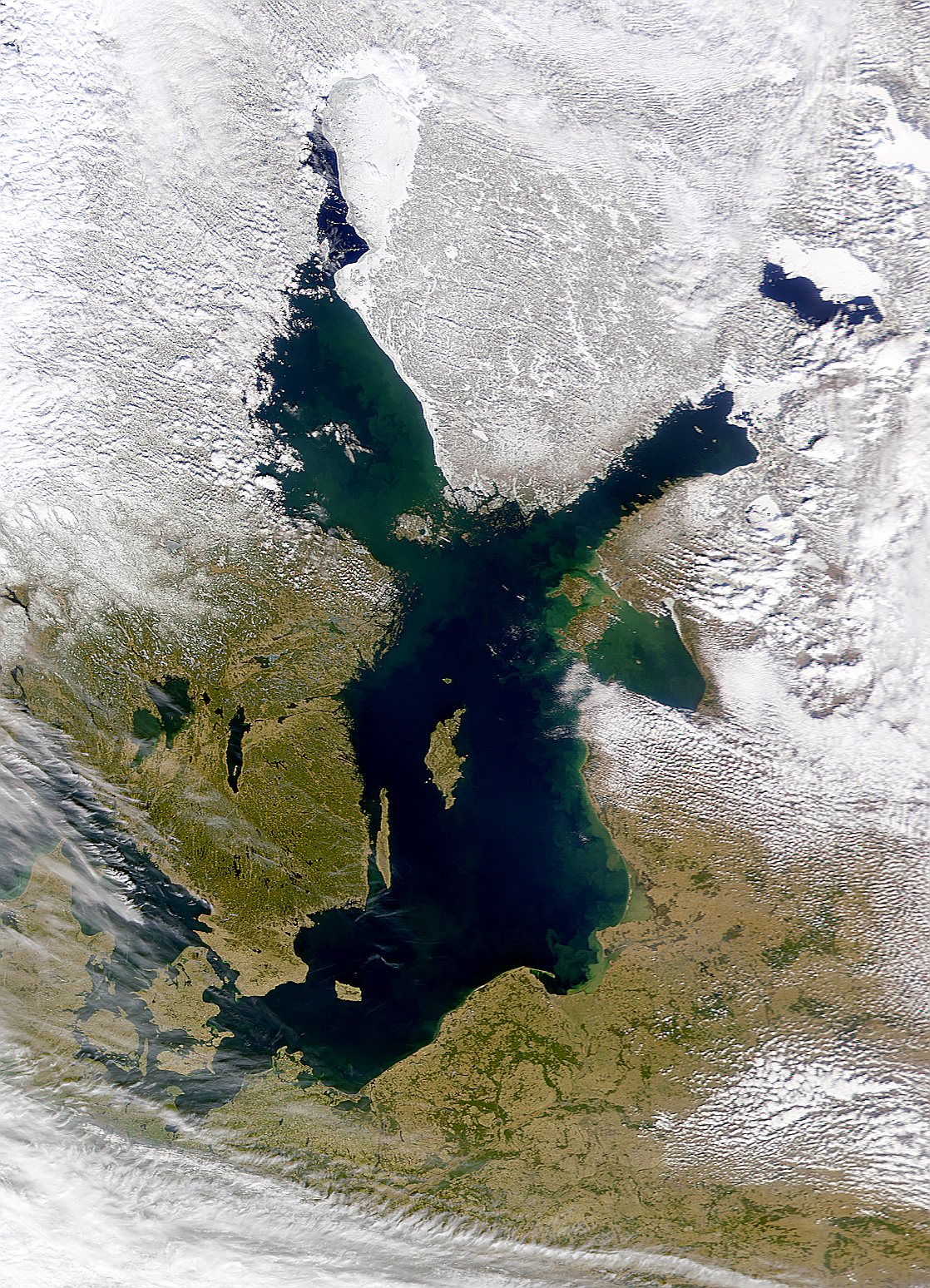
Hófödte Balti tenger környéke, a Botteni-öböl északi része még be van fagyva

Először egy XI. századi német krónikás, a Brémai Ádám (Adam Bremensis) használta a Balti-tenger kifejezést, valószínűleg egy észak-európai nagy sziget, Baltia nyomán, melyet már a görög Xenophon is említett az i. e. 4. században. Lehetséges, hogy a germán belt (dán szó a tengerszorosra) vagy a latin balteus (öv) szavon alapszik. Mások szerint az indoeurópai bhel (fehér, fényes) szóból származhat. Mindenesetre a tenger után az egész régiót Baltikumnak nevezik.
Használatos a Keleti-tenger és Nyugati-tenger elnevezés is különböző nyelveken:
- A germán nyelveken általában Keleti-tenger: Dánul: Østersøen, hollandul: Oostzee, németül: Ostsee, norvégul: Østersjøen és svédül: Östersjön. Mivel Finnország sokáig Svédország része volt, átvették a megnevezést, így finnül is Keleti-tenger (Itämeri), annak ellenére, hogy Finnországtól nyugatra található. Magyarul is sokáig Keleti-tenger néven ismerték.
- Észtül azonban logikusan Nyugati-tenger: Läänemeri
- Több nyelven (angolul, latin-alapú és szláv nyelveken) Balti-tenger: franciául: Mer Baltique, olaszul: Mare Baltico; lengyelül: Morze Bałtyckie vagy Bałtyk, oroszul: Baltyijszkoje more (Балтийское море); lettül: Baltijas jūra és litvánul: Baltijos jūra.

## Történelme
A Római Birodalom idején a tengert Mare Suebicum vagy Mare Sarmaticum néven ismerték. Tacitus római történelemíró i. sz. 98-ban a De Origine et situ Germanorum című munkájában a germán szvév törzsek (suebi → Suebicum) után nevezi el a tengert, és brakkvízűnek (sós és édesvíz keveréke) írja le. Később, 551 táján Jordanes már mint Germán-tengernek nevezi a gótokról szóló munkájában.
A viking korban (9–11. század) Skandináviában mint Keleti-tó (például Austmarr, "Keleti-tenger"-ként említi a Heimskringla ónorvég mondagyűjtemény) hivatkoznak a tengerre. Előfordul Gandvik néven is, a "-vik" jelentése ónorvégül "öböl", ami azt jelzi, hogy a vikingek – helyesen – tengeröbölnek és nem tónak ismerték. (Más felfogás szerint a Gandvik név csupán a Botteni-öblöt jelenti, nem az egész Balti-tengert).
A tengerből jelentős mennyiségű borostyánt is nyertek főleg a déli partján lakók. Két borostyán múzeumban lehet megismerkedni a borostyán történetével Kalinyingrádban (Oroszország) és Palangában (Litvánia). A Baltikum országaiban és Lengyelországban is mind a mai napig nagyon népszerűek a borostyánból készült ékszerek, dísztárgyak.
A korai középkorban a vikingek a pomeránokkal (mai Lengyelország területén élő szláv törzsek) harcoltak a tenger ellenőrzéséért. A vikingek végül Oroszország folyóit használva egészen a Fekete-tengerig és Dél-Oroszországig jutottak.
A 12–13. századi balti keresztes hadjáratok során az addig pogány vallású törzseket – Európában utolsóként – keresztény hitre térítették (először a svédek a finneket, majd a dánok és németek az észteket és letteket, végül a litvánokat). A Német Lovagrend (Teuton Lovagrend) a déli és keleti part nagy részének ura volt ekkor, legyőzvén mindenkit a környéken a dánoktól az oroszokig.
A 13–17. század között a Hanza-szövetség uralta a Balti régiót, így biztosítva biztonságos kereskedelmi útvonalakat a tag-városai között. A 17. században Lengyelország, Dánia és Svédország háborúzott a Balti-tenger uralmáért (Dominium Maris Baltici), melyet végül a svédek nyertek meg. A svédek ezután csak mint Mare Nostrum Balticum (a mi Balti-tengerünk) néven hivatkoztak a tengerre.
A 18. században Oroszország és Poroszország uralták a tengert. Nagy Péter cár meglátta a Balti-tenger stratégiai fontosságát és ezért új fővárosát, Szentpétervárt a Néva folyó torkolatánál, a Finn-öböl partján alapította meg.
A krími háború (1854–56) során brit-francia erők lőtték a Helsinkit védő Suomenlinna erődítményet, a Szentpétervárt védő Kronstadtot, valamint elpusztították az Ålandon lévő Bomarsund erődöt.
A Német Birodalom 1871-es megalakulásakor az egész déli part ellenőrzésük alá került. Az első világháború nyomán 1920-ban Lengyelország ismét Balti-tengeri ország lett, így Gdynia új, jelentős kikötővárossá nőtte ki magát Danzig mellett. A második világháború során Németország nemcsak Lengyelországot foglalta el, de a balti országokat is bekebelezte. A Balti-tengeren a második világháborúban nagy harcok folytak. Sokáig a németek fölénye érvényesült, az evakuáló szovjet hajók között nagy pusztítást végeztek. 1945-ben viszont számos menekülteket szállító hajót süllyesztettek el a szovjetek. A legnagyobb veszteség ezek közül a Wilhelm Gustloff, korábbi KdF-hajó volt, melyen mintegy kilencezren lelték halálukat január 30-án. A hajó é. sz. 55° 07′, k. h. 17° 41′55.116667°N 17.683333°E koordinátáknál nyugszik, a roncs hadisír, (nem szabad kutatni a roncsok között).
2004 májusában – Lengyelország és a balti államok belépésével – a Balti-tenger majdnem teljesen az Európai Unió beltengere lett: a part mentén csupán Szentpétervár és a Kalinyingrádi orosz exklávé nem része az EU-nak.
A tenger ősszel-télen rendkívül nyugtalan, viharos, ami sok hajó vesztét okozta. Az egyik legutóbbi szerencsétlenség 1994. szeptember 28-án a Tallinn és Stockholm között közlekedő Estonia komp 852 áldozatot követelő katasztrófája volt. A hajó é. sz. 59° 23′, k. h. 21° 42′59.383333°N 21.700000°E alatt nyugszik.
A hideg, édes-sós víz jól konzerválta az évszázados, elsüllyedt fa hajókat is: egy szép példa erre a Stockholmban kiállított Vasa, mely 1628 augusztusában, az első útján süllyedt el a stockholmi kikötő területén. Mivel elég sekély vízben és ráadásul függőlegesen süllyedt el, 1961-ben kiemelhették. Hosszú konzerválás után a hajó 1990 óta fogadja az érdeklődőket, a szárazdokk Stockholm leglátogatottabb múzeuma.

## Részei
Északon a Botteni-öböl ékelődik Finnország és Svédország közé. Ettől délre található az Ålandi-tenger. Keleten a Finn-öböl nyúlik Helsinki és Tallinn között egészen Szentpétervárig.
Az északi Balti-tengert Stockholm, Délnyugat-Finnország és Észtország határolja. A keleti- és nyugati Gotlandi-medence alkotja a közép-Balti-tengert.
A Rigai-öböl Riga és Saaremaa szigete között található. A Gdański-öböl a Hel-félszigettől keletre a lengyel Gdańsk városnál van. A német/lengyel Usedom szigettől északra, a Rügen szigettől keletre fekszik a Pomerániai-öböl. A német part és a dán Falster-sziget között található a Mecklenburgi-öböl, itt fekszik az egykori Hanza-szövetség fővárosa, Lübeck is. A német köznyelvben csak Deutsche Inseln-nek, azaz német szigeteknek nevezett szigetcsoportnak további részei - Usedom és Rügen mellett a Fehrmann és Poel szigetek.
A Balti-tenger nyugatra a Kieli-öböllel ér véget, mielőtt a három dán tengerszoroson keresztül az Északi-tenger vizével találkozna.

## Sajátosságai
Mivel a dán szorosok elég keskenyek és sekélyek, mintegy 25-35 évbe telik, míg a Balti-tenger vize kicserélődik az Atlanti-óceán vizével.
A tengerbe elég sok folyó hordja az édesvizet, ezért a Balti-tenger sótartalma elég alacsony, úgynevezett brakkvíz (édesvíz és sós víz között). A tengeren gyakorlatilag nincs árapály jelenség. Ezek a sajátosságok is hozzájárultak speciális balti-tengeri állat és növény-fajok kialakulásához. A balti hering például kisebb, mint az északi-tengeri vagy atlanti rokona.
A környező mezőgazdasági területekről igen nagy mennyiségű (mű)trágya mosódik a vízbe, valamint Szentpétervár szennyvizének nagy része is tisztítatlanul ömlik a tengerbe. Ezért nyaranta a kék-zöld alga erősen elszaporodik, egyes esetekben a fürdőzést is megtiltják a fertőzöttebb területeken.
„A Balti-tengeren a legsűrűbb a világ tengerei közül a hajóforgalom: rendszeresen mintegy 2 ezer hajó mozog itt és ezek között mintegy 200 nagy olajszállító. Szinte kivétel nélkül orosz hajók.” A tengeren évente mintegy félszáz hajóbaleset történik, de az óriás tankhajókkal nem esett eddig komolyabb baleset. Az olaj mellett jelentős a vegyi anyagok szállítása is, és az ezzel kapcsolatos környezeti kockázat, 2005-ben több mint 9 millió tonnányi vegyi anyagot hajóztak be balti kikötőkben.

## Országok

A Balti-tenger vízgyűjtő területe

A Balti-tengerrel határos országok:
- Finnország
- Svédország
- Észtország
- Lettország
- Litvánia
- Oroszország
- Lengyelország
- Németország
- Dánia

Vízgyűjtő területén található még:
- Fehéroroszország
- Csehország
- Szlovákia
- Norvégia
- Ukrajna